# Phân họ Đoạn
Phân họ Đoạn (danh pháp khoa học: Tilioideae) là một phân họ trong họ Cẩm quỳ nghĩa rộng (sensu lato). Trước đây, họ Đoạn (Tiliaceae) là một nhóm lớn, nhưng các nghiên cứu di truyền ở mức phân tử phát hiện ra nó là đa ngành nên không còn được coi là một nhóm tốt nữa.
Trong khuôn khổ của hệ thống APG II, họ Malvaceae nghĩa rộng được công nhận. Điều này được hình thành trên cơ sở hợp nhất phần lõi của bộ Malvales trong hệ thống Cronquist - bao gồm các họ cũ là Bombacaceae, Malvaceae nghĩa hẹp (sensu stricto), Sterculiaceae và Tiliaceae. Trong họ Malvaceae sensu lato chứa một nhánh đơn ngành bao gồm 2 hay 3 chi còn sinh tồn, trong đó bao gồm cả chi Tilia (đoạn, gia) và nhánh này được công nhận như là phân họ Tilioideae. Như thế phân họ này chỉ là một phần của họ Tiliaceae cũ.
Bên cạnh hai chi quen thuộc là Tilia và Craigia, theo website của APG thì phân họ Tilioideae còn chứa cả chi Mortoniodendron. Phần lớn các chi khác trong họ "Tiliaceae" cũ được đưa vào hai phân họ khác của họ Malvaceae là Brownlowioideae và Grewioideae.

## Hình ảnh

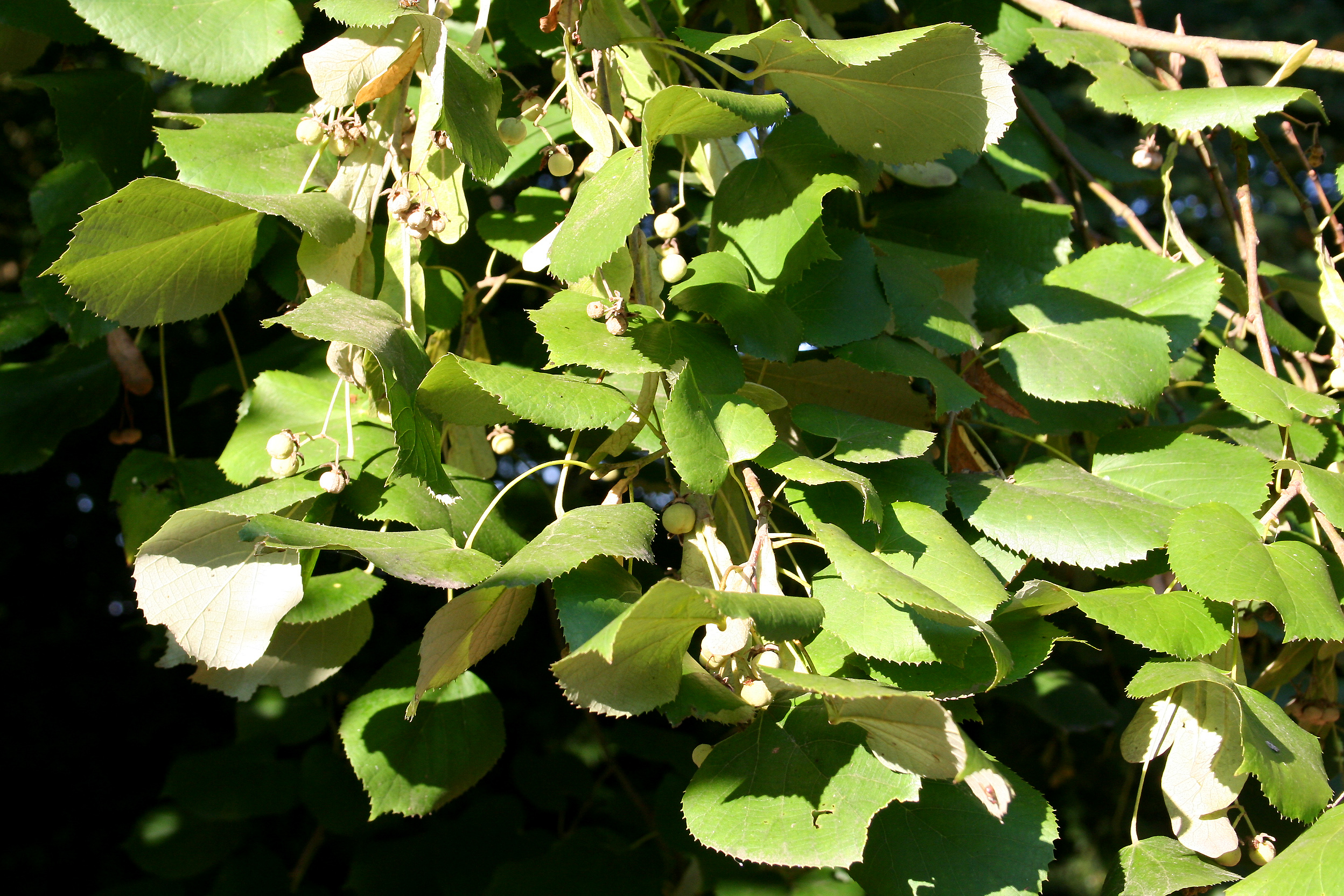
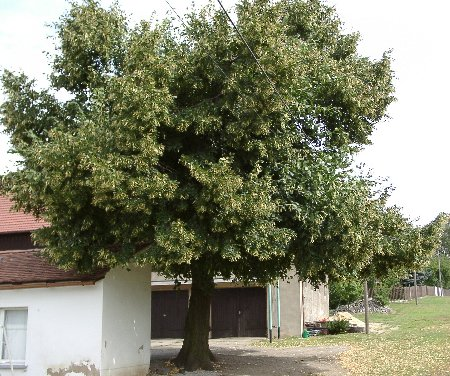
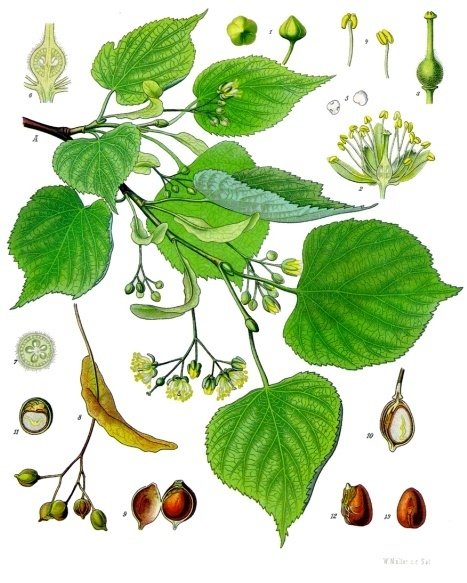
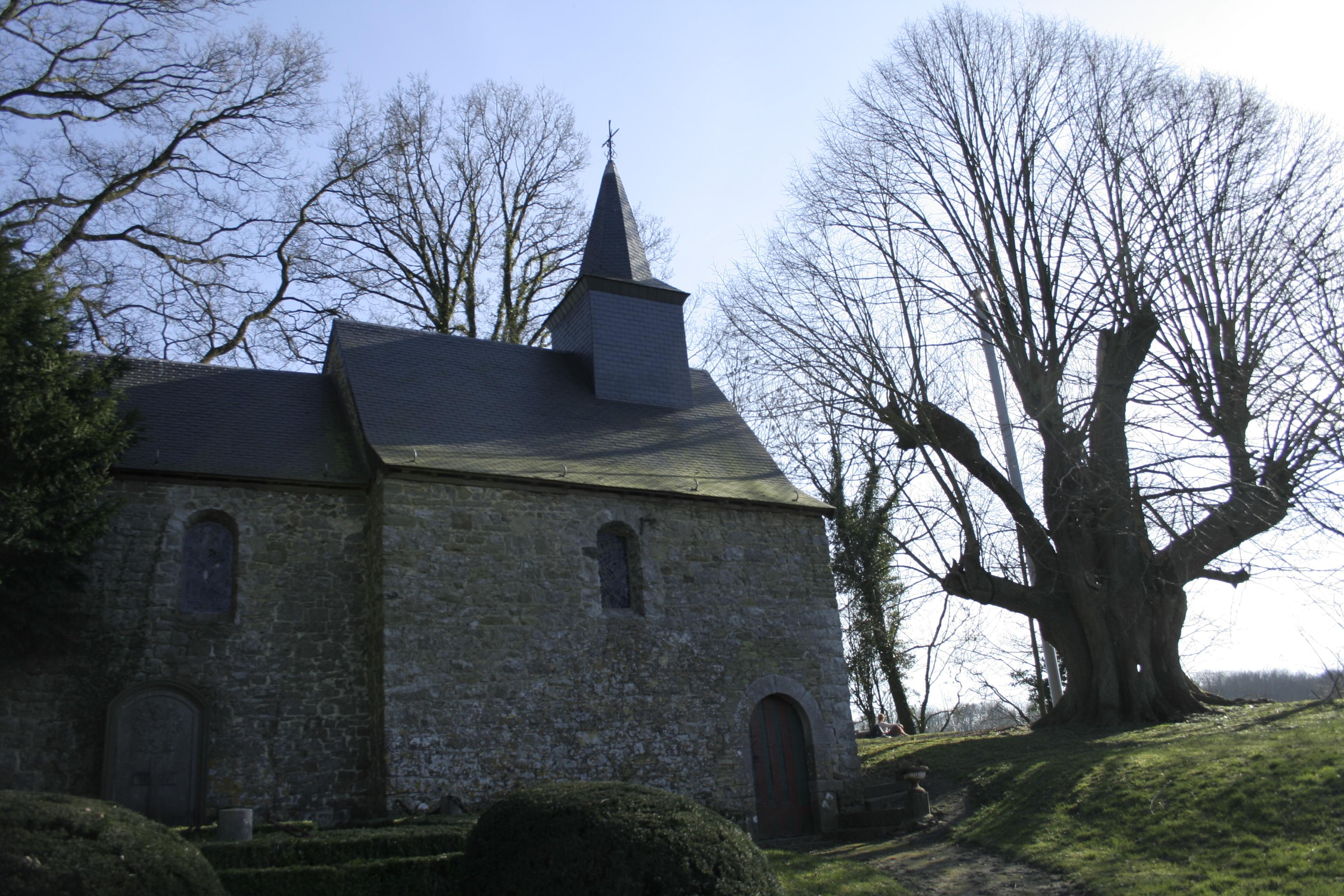